# Amastigomonas debruynei
Amastigomonas debruynei és un protist unicel·lular, biflagel·lat i estès territorialment, tot i que es troba principalment en ambients marins.